# Pamela Dutkiewiczová
Pamela Dutkiewiczová (* 28. září 1991 Kassel) je německá atletka polského původu, specialistka na překážkové sprinty. Jejím vzorem je Sally Pearsonová. Pochází ze sportovní rodiny: její otec Marian Dutkiewicz hrál polskou fotbalovou ligu, matka Brygida Brzęczeková byla běžkyní na středních tratích.
Na mistrovství Evropy v atletice 2016 postoupila na 100 metrů překážek do finále, závod však po pádu na první překážce nedokončila. Na Letních olympijských hrách 2016 na stejné trati skončila v semifinále. Získala bronzovou medaili v běhu na 60 metrů překážek na halovém mistrovství Evropy v atletice 2017, na mistrovství světa v atletice 2017 byla na 100 m překážek rovněž třetí. V roce 2017 také vyhrála překážkový sprint na mistrovství Evropy družstev v atletice, na lehkoatletickém mistrovství Německa a na mítinku Zlatá tretra Ostrava. Na evropském šampionátu v Berlíně vybojovala v této disciplíně stříbrnou medaili.
Její osobní rekord je 12,61 s na 100 m překážek a 7,79 s na 60 m překážek.
Studuje pedagogiku na Technické univerzitě v Dortmundu, je členkou klubu TV Wattenscheid 01 Leichtathletik, s jeho štafetou 4×200 m se stala třikrát halovou mistryní Německa.